# Ratto delle Leucippidi
Il Ratto delle Leucippidi è il soggetto di un dipinto di Rubens.

## Storia

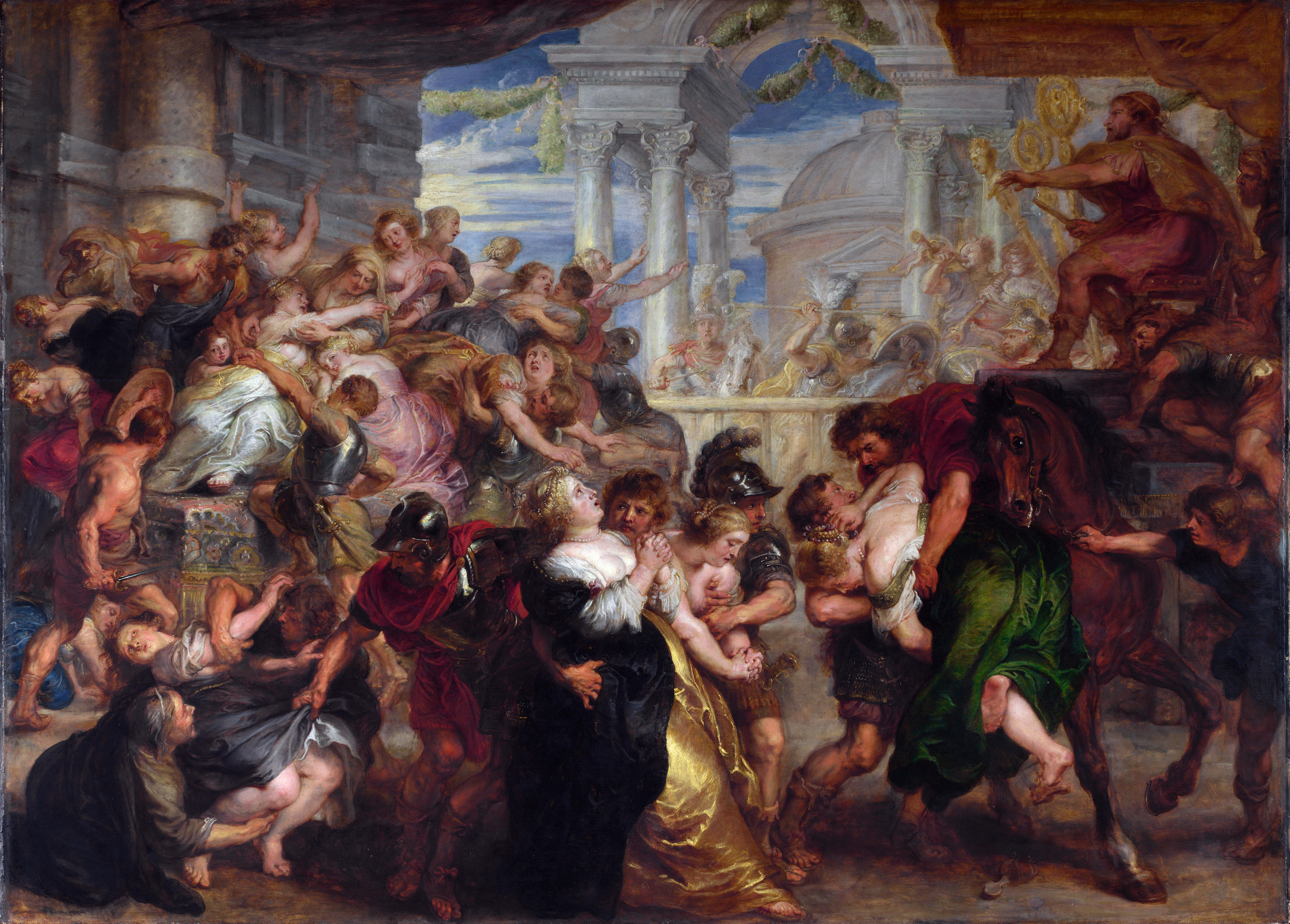
Rubens, Ratto delle Sabine, 1635-1640, Londra, National Gallery

La prima notizia conosciuta del dipinto è relativa al suo acquisto, avvenuto nel 1716 ad Anversa, per conto di Giovanni Guglielmo del Palatinato. Approdato in Germania, il quadro fu dapprima custodito nella Gemäldegalerie di Düsseldorf. Nel 1805, per complesse ragioni storiche, fu spostato a Monaco di Baviera. Non sapendosi nulla delle sue circostanze di realizzazione, la tela è datata solo in base a valutazioni stilistiche.
All'atto dell'acquisto l'opera venne identificata come raffigurazione del ratto delle Sabine. Solo nel 1777 lo scrittore Wilhelm Heinse pensò di riconoscervi la rappresentazione di un altro episodio, molto meno consueto del celebre rapimento delle donne laziali da parte dei Romani, e cioè il ratto, in verità lo stupro, delle figlie del re della Messenia Leucippo - Ilera e Febe - da parte dei Dioscuri. Evento che dette luogo alla duplice unione coniugale tra i Dioscuri e le Leucippidi ma che ebbe un epilogo tragico. La vendetta dei promessi sposi delle ragazze rapite causò infatti la morte di Castore. 
La lettura della tela come ratto delle Leucippidi è quella prevalentemente accettata, anche se vi è chi nota che i due protagonisti maschili della composizione non sembrano propriamente dei gemelli, il che contrasterebbe con la loro identificazione in Castore e Polluce. Mancherebbero poi altri attributi ricorrenti nell'iconografia classica dei Dioscuri e infine lo stesso episodio del ratto delle figlie di Leucippo è solitamente collocato dalle fonti antiche durante un banchetto nuziale, mentre il dipinto di Monaco ha un'altra ambientazione. Per queste ragioni alcuni settori della critica concludono che potrebbe essere corretta proprio la prima menzione del quadro che descriveva l'opera di Rubens, come detto, quale ratto delle Sabine. 
D'altra parte la consolidata iconografia pittorica dell'episodio romano è generalmente una rappresentazione affollata di figure che si svolge, in aderenza alle fonti che lo descrivono, in un ambiente urbano (la neonata Roma). Queste ambiguità iconografiche rendono in definitiva incerta e dibattuta l'identificazione dell'oggetto della tela. 

## Interpretazione iconografica

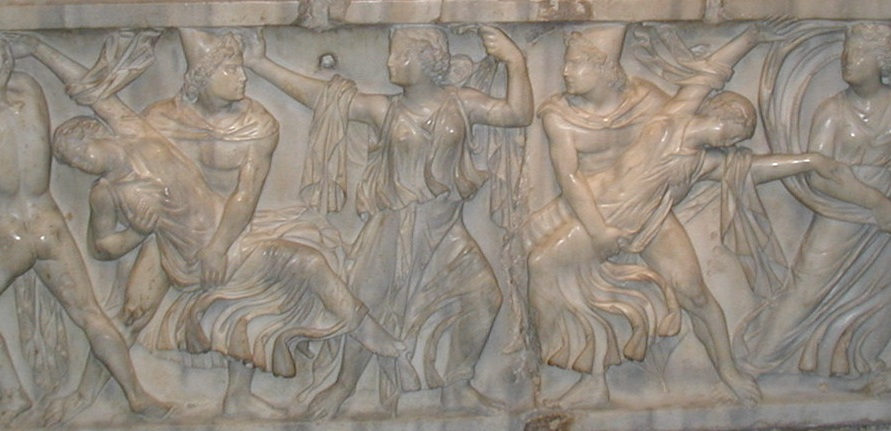
Ratto delle Leucippidi, particolare di un sarcofago romano (Walters Art Museum)

La storica dell'arte Elizabeth McGrath, studiosa di Rubens, condividendo l'individuazione del tema del dipinto nel ratto delle Leucippidi, ha proposto alcune spiegazioni delle incoerenze iconografiche che sembrano ostacolare questa conclusione. 
Innanzitutto, quanto alla principale aporia, cioè la diversità dei due uomini, la ragione di essa è fatta discendere da un passo dei Fasti di Ovidio, in cui si allude proprio al ratto delle figlie di Leucippo. Scrive Ovidio: 
(Ovidio, Fasti, V, 699-700)
Il passo quindi evidenzia una differenza tra Castore e Polluce (cioè i figli di Tindaro) peraltro associata proprio al rapimento di Febe e Ilera. Rubens, a dispetto dell'iconografia classica che raffigura i Dioscuri come due giovani assolutamente identici (anche nell'abbigliamento e negli attributi), si sarebbe ispirato a questi versi, collocandone uno a cavallo con tutta l'armatura (l'eques) e l'altro a piedi col petto nudo come si addice ad un lottatore (il pugil.).
Il dipinto conterebbe poi una seconda citazione da Ovidio, individuata in questi versi dell'Ars amatoria:
(Ovidio, Ars amatoria, I, 674-680)
Versi che a loro volta alludono alla violazione di Febe e Ilera da parte di Castore e Polluce.
Aderendo allo spirito delle rime di Ovidio, Rubens infatti edulcora l'evento. Innanzitutto lo astrae dal banchetto nuziale in cui sarebbe avvenuto in quanto, come racconta il mito, qui i Dioscuri sottrassero con la forza le figlie di Leucippo a coloro cui erano state promesse, oltraggio che comportò la morte di Castore. 

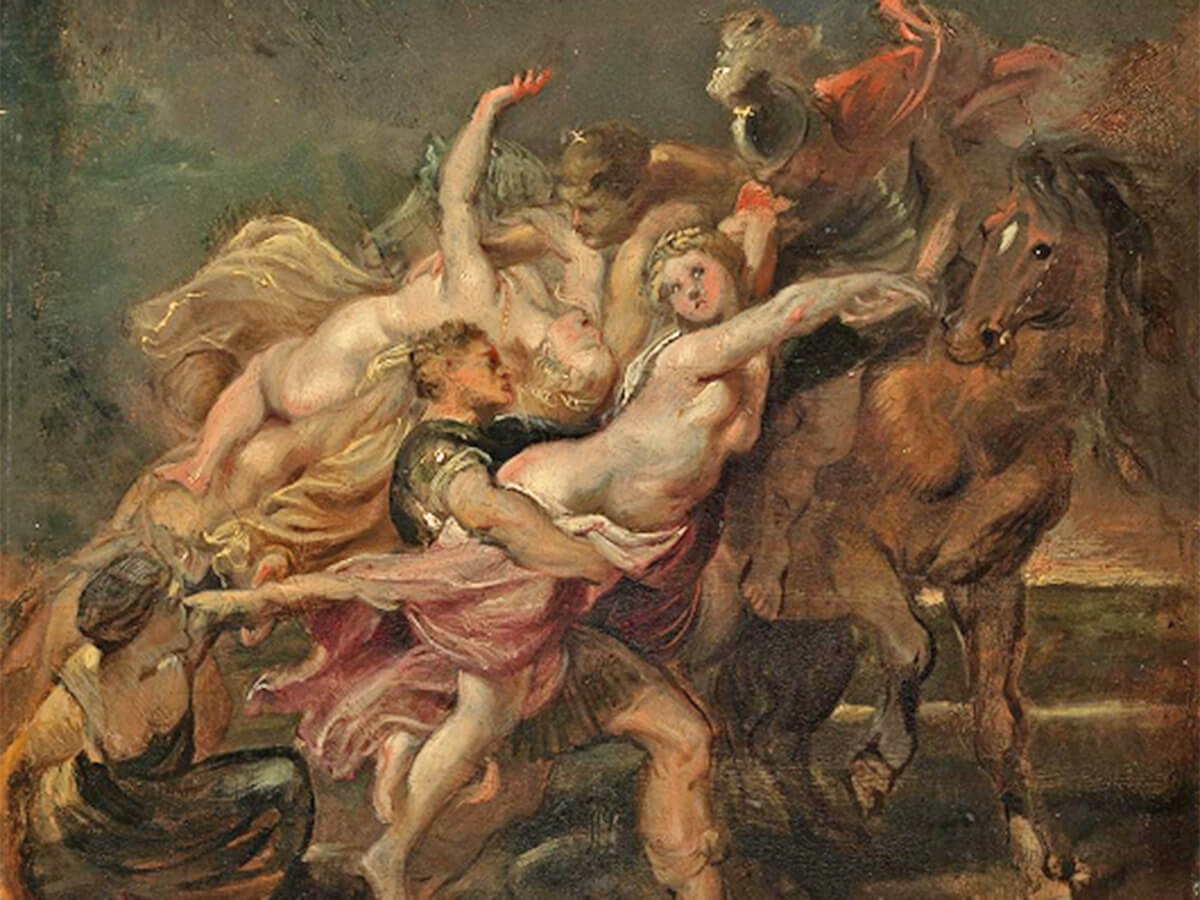
Rubens (?), Ratto delle Leucippidi, 1610-1611, Oslo, Nasjonalmuseet

In sostanza Rubens, seguendo Ovidio, non sarebbe stato interessato a raccontare la storia del ratto delle Leucippidi, quanto piuttosto ad utilizzare quel mito per inscenare allegoricamente un tema erotico-amoroso (o che all'epoca di Rubens si riteneva tale) e cioè che la forza virile può essere uno strumento di seduzione, anche sensuale, della donna. Proprio per questo il pittore estrapola l'evento dal suo contesto che, vista la tragica conclusione, non sarebbe stato funzionale a questa allegoria.
Avendo questo intento Rubens, mette in scena la vicenda sottolineandone per l'appunto l'aspetto amoroso (ed erotico): Castore e Polluce bramano le donne, ma allo stesso tempo moderano la loro forza per non far loro davvero del male. Ilera e Febe dal canto loro oppongono una blanda resistenza ed anzi la ragazza più in alto sembra quasi accarezzare il braccio del suo assalitore: di fatto le figlie di Leucippio accondiscendono al rapimento. Coerente a questa chiave di lettura è l'amorino a sinistra che ammiccando all'osservatore sembra quasi dire: è tutta una finzione, alla fine si ameranno.
Ulteriore indizio della correttezza dell'intuizione di Wilhelm Heinse è indicato in alcuni piccoli dipinti di ambiente rubensiano - tra i quali una teletta conservata a Oslo che da alcuni è attribuita allo stesso maestro - che a loro volta raffigurano il rapimento delle Leucippidi. Anche se compositivamente questi quadretti non sono in rapporto diretto con la tela di Monaco essi comunque testimonierebbero che l'inconsueto tema era d'interesse per il pittore fiammingo.
Varianti interpretative hanno visto nella tela di Monaco una simbologia di carattere spirituale e in particolare un'allusione all'elevazione dell'anima, da scorgere essenzialmente nello sguardo ispirato rivolto al cielo della Leucippide al centro (quella più in alto). Lettura che si basa sul fatto che il ratto delle Leucippidi compare con una certa frequenza, si ritiene proprio con questo significato, sui sarcofagi romani. Altri, sottolineando il fatto che al rapimento fecero quasi immediatamente seguito le nozze tra i Dioscuri e le Leucippidi, ipotizzano che la tela possa essere intesa come un'allegoria matrimoniale. In questo senso è formulata la congettura che Rubens possa aver tratto ispirazione dalla descrizione di Pausania di un dipinto di Polignoto, collocato nell'Anakeion di Atene (il tempio dei Dioscuri), raffigurante il duplice sposalizio di Castore e Ilera e di Polluce e Febe.

## Descrizione e stile

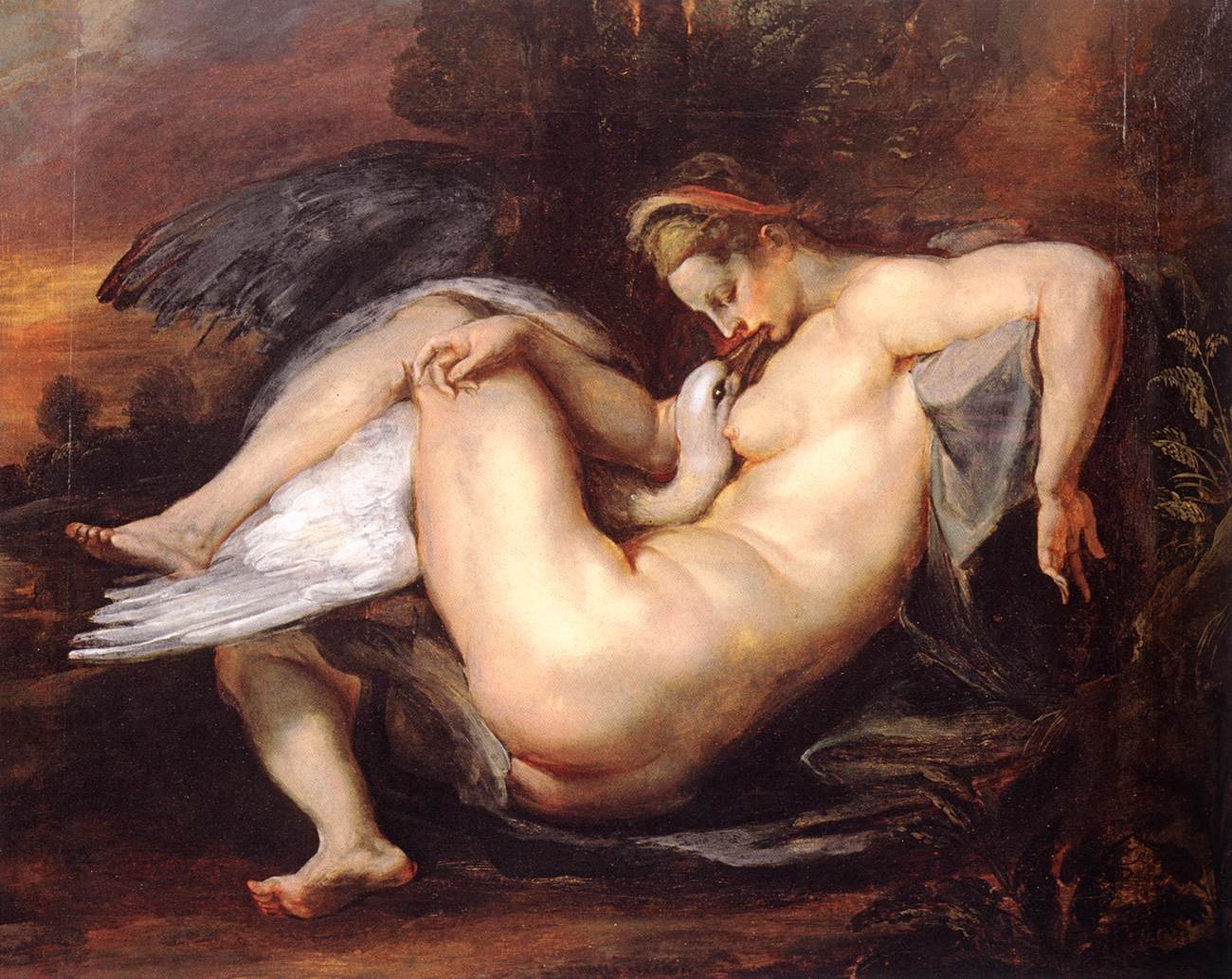
Rubens, Leda e il cigno, 1601-1602, Houston, Museum of Fine Arts

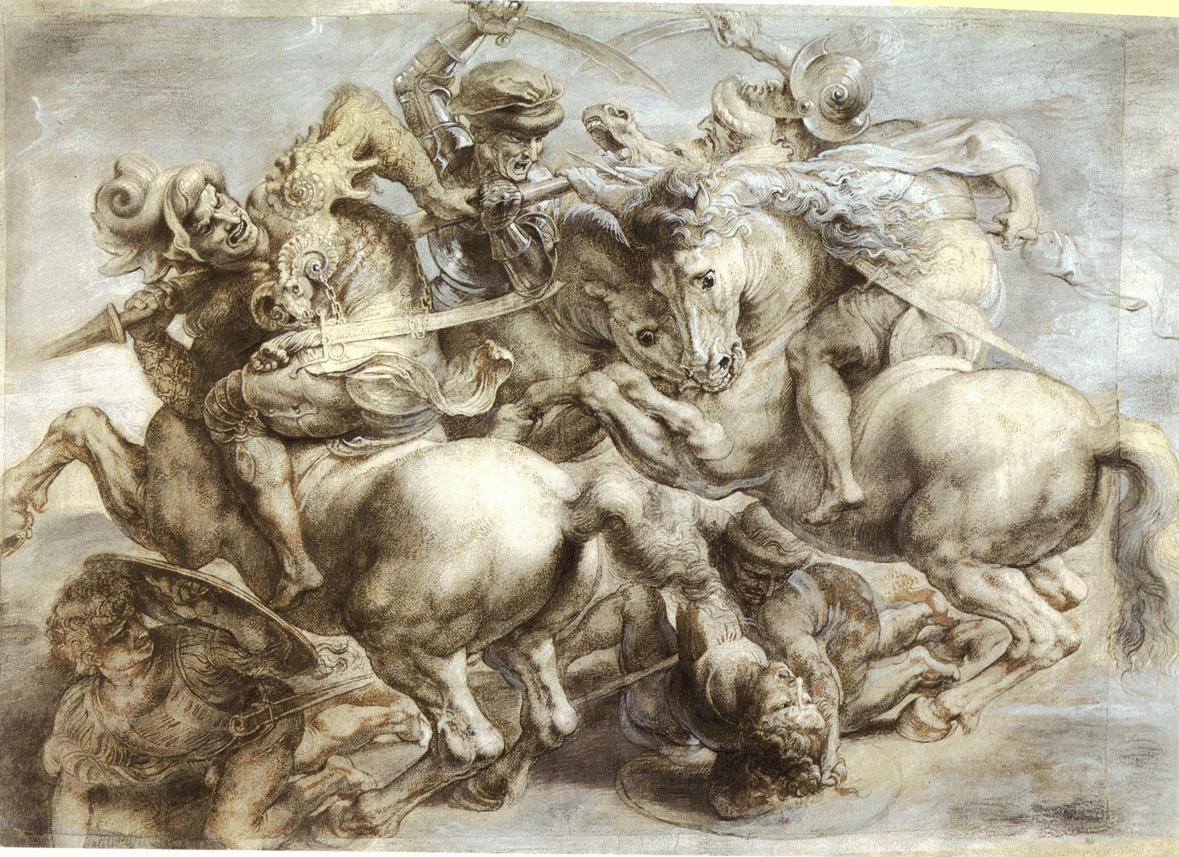
Rubens, Battaglia di Anghiari, 1603 ca., Parigi, Louvre

Avvistate le ragazze, i Dioscuri interrompono di colpo il galoppo forsennato dei loro bellissimi destrieri, che infatti vediamo impennarsi per il brusco arresto, e si avventano sulle due sorelle. Le abbrancano vigorosamente per trascinarle via e nella turbinosa zuffa le vesti di Ilera e Febe cadono giù rivelando due prorompenti nudi femminili. I bracciali d'oro che esse indossano e le loro raffinate acconciature ci ricordano che sono delle principesse.
Con gustosa invenzione pittorica due cupidi - già si è detto della funzione simbolica di quello a sinistra - prendono le redini dei cavalli e subentrano nel loro controllo ai Dioscuri che le hanno mollate in tutta fretta.
Il groviglio di corpi umani e cavalli, scultoreamente raggruppato, è stato messo in relazione alla Battaglia di Anghiari di Leonardo da Vinci, mentre la posizione della Leucippide al centro della tela richiama la Leda di Michelangelo. Potrebbe non essere casuale che la posizione della Leda michelangiolesca, qui ripresa da Rubens, sia quella assunta dalla regina spartana durante il coito con Giove (trasformatosi in cigno). 

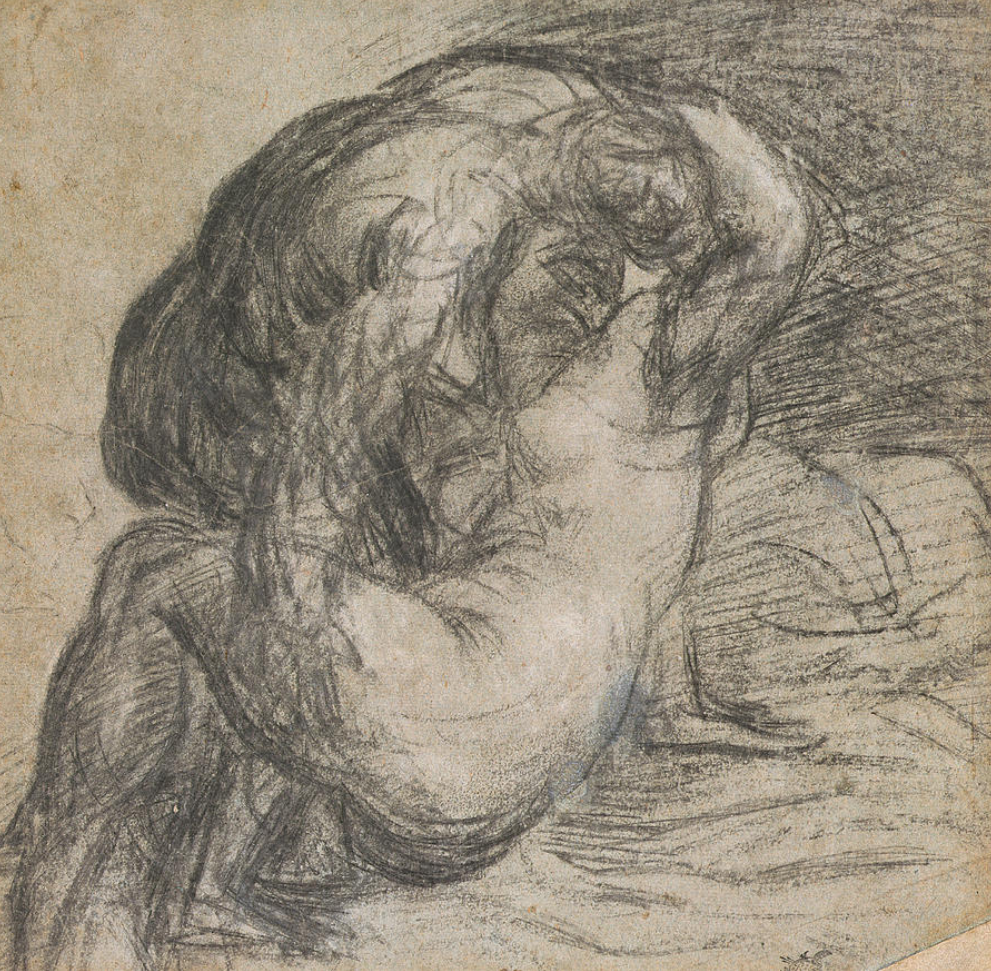
Tiziano, Amanti, 1560 ca., Cambridge, Fitzwilliam Museum

Citazioni di capolavori del Rinascimento italiano, tutti e due perduti, ben noti a Rubens che da entrambi realizzò delle derivazioni (sia pure avvalendosi di copie degli originali).
A proposito dei cavalli è stato colto anche un rimando alle celebri sculture romane dei Dioscuri di Montecavallo. Il riferimento potrebbe in effetti apparire una possibile conferma del tema del dipinto, ma in verità Rubens riprese queste antiche statue anche in un progetto grafico (oggi conosciuto solo attraverso una copia) avente certamente ad oggetto il ratto delle Sabine.
Anche uno schizzo di Tiziano, che pare sia appartenuto al pittore fiammingo, è verosimilmente tra le fonti del dipinto di Monaco. Così come vi è una più generale assonanza, anche per le gamme cromatiche e gli effetti di luce, con tante opere veneziane di tema mitologico, dello stesso Tiziano o del Veronese, a loro volta occasione per raffigurazioni di nudo muliebre. 
Nudità femminile di valenza centrale nell'opera che ha esplicite connotazioni erotiche: i corpi opulenti delle ragazze, su cui si concentra la luce diurna che rende la loro pelle lucida come porcellana, sono esibiti nella loro bellezza conturbante per il personale diletto della sconosciuta committenza di questo magnifico dipinto.